# دیساید
دیساید (به انگلیسی: Deicide) یک گروه موسیقی دث متال آمریکایی است که در سال ۱۹۸۷ پایه‌گذاری شد. و به گفته ساوند اسکن دو آلبوم اول گروه با نام دیساید و هنگ به ترتیب لقب دومین و سومین آلبومهای پُرفروش دث متال تمام دوران را از آن خود کردند.

## تاریخچه
به عنوان آمون / کارنیج (۱۹۸۷-۱۹۸۹) 

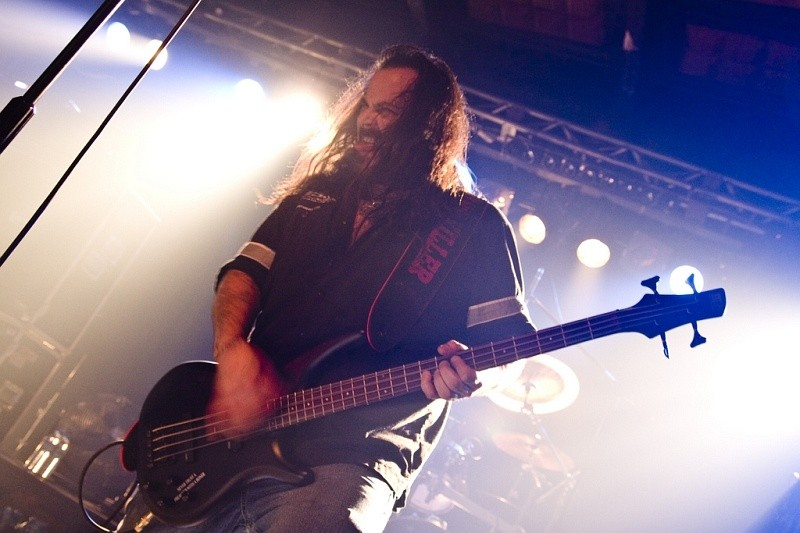
گلن بنتون, ۲۰۰۹

دیساید در ۲۱ ژوئیه ۱۹۸۷ در تمپا فلوریدا شکل گرفت، پس از آن که گیتاریست برایان هافمن به دعوت گلن بنتون که در یک مجله محلی موسیقی آگهی پخش کرده بود پاسخ داد و آن‌ها متاثر از گروه‌های همچون دیستراکشن، سادام، ونوم، باثوری، پوزسد، میهم، دث و اسلیر شروع به کار کردند. سپس گروه تشکیل شد از گلن بنتون (خواننده و نوازندهٔ گیتار بیس) و برایان هافمن (نوازندهٔ لید گیتار) و برادر او اریک هافمن (نوازندهٔ ریتم گیتار) و استیو آشیم (نوازندهٔ درامز) و چند ماه بعد آن‌ها اولین دموی خود را در هشت قطعه و با نام  جشن حیوانات  که در گاراژ گلن بنتون ضبط شده بود را پخش کردند و این شروع یک اتفاق تازه در سرتاسر تمپا بود. در ۱۹۸۹ آمون سومین دموی خود را با نام  قربانی  در استودیو موریساوند رکوردز و به تهیه‌کنندگی اسکات برنز ضبط کرد.
پس از تغییراتی در ترکیب گروه، بنتون نقش‌های اضافی در خوانندگی را به عهده گرفت و گروه به  کارنیج  تغییر نام داد.
گیتاریست مالونت کریشن فیل فاریانی از روزهای اولیه کارنیج چنین یاد می‌کند : " آنها چیزی مانند اسلیر ولی هزار بار شدیدتر بودند. " ، " من حدس می زنم کارنیج مجسمه چوبی توخالی و پوک که از گوشت قصابی شده و خون پر بود را روی صحنه داشت... و سپس آن را روی زمین انداختند ." ماربید انجل در این مورد می‌گوید : " آنها فقط در صحنه گوشت پاره می کردند و این واقعاً عجیب بود، مرد. در همه جا خون و گوشت دیده می شد. "
 به عنوان دیساید (۱۹۸۹-۲۰۰۴) 

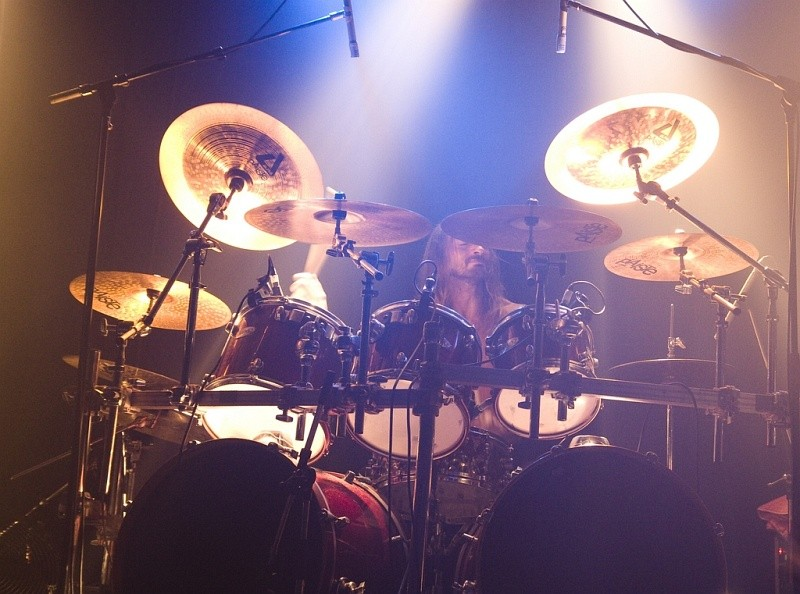
استیو آیشم, ۲۰۰۹

بنتون یک نسخه از دموی گروه را به مونت کنورس که در دفتر رود رانر بود تحویل داد و او نیز به سرعت آن را تأیید کرد و فردای آن روز با آن‌ها قرار داد بست. در سال ۱۹۸۹ به در خواست رود رانر گروه نام خود را به دیساید تغییر داد. در سال ۱۹۹۰ اولین آلبوم گروه که در استودیو موریساند رکوردز و توسط اسکات برنز تهیه شده بود منتشر شد.
برادران هافمن به عنوان گیتاریست همیشه در صدد ساخت آهنگ‌های با سولوهای تکنیکی و با سرعت بالا و ریفهای پی در پی برای دیساید بودند که آهنگ‌های آن را سرشار از پیچدگی و سنگینی می‌کرد. اما در سال ۲۰۰۴ و به علت اختلافات شدید و افزایش خصومت که بین بنتون و برادران هافمن رخ داد آن‌ها گروه را ترک کردند و گفته می‌شود که رابطه آن‌ها در حد انتشار و حق امتیاز باقی‌مانده است.
 پس از دوره برادران هافمن (۲۰۰۴ تاکنون) 

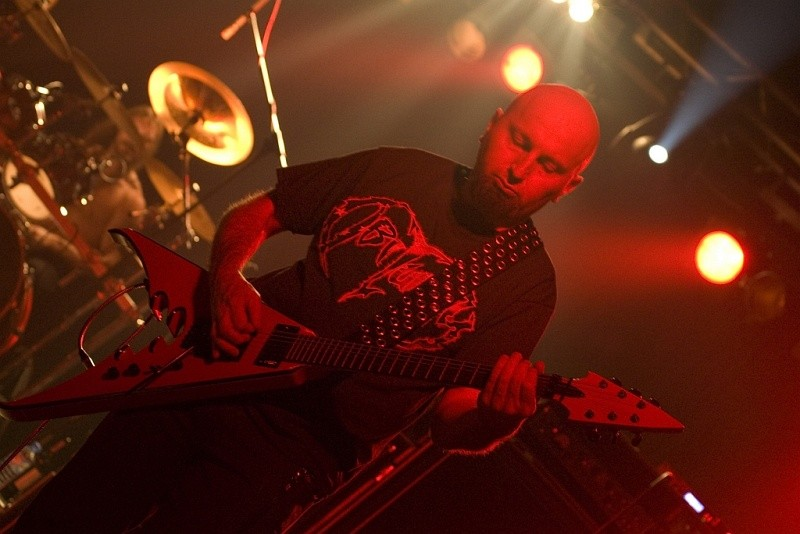
جک اوون, ۲۰۰۹

بعد از اینکه برادران هافمن گروه را ترک می‌کنند نوازندگی گیتار به جک اوون از گروه کنیبال کورپس و داو سوزوکی از گروه وایتال ریماینز داد شد. پس از یک تور رالف سنتولا که قبلاً در گروه‌های همچون دث و آیسد ارث نوازندگی کرده بود جایگزین دیو سوزوکی می‌شود . سنتولا اظهار داشت که یک کاتولیک است و این شوکی برای هواداران گروه بود و تمسخر برخی از طرفداران متال را در پی داشت. با این وجود، دیساید هشتمین آلبوم استودیوئی خود بوی رستگاری را منتشر کرد. این آلبوم به عنوان اثری طغیان گر مورد بررسی قرار گرفت و یکی از پرفروشترین آلبوم‌های گروه نیز شد.
در تاریخ ۲۴ مه ۲۰۰۷، اعلام شد که رالف سنتولا دیساید را ترک کرده و برای ضبط آلبوم در بازگشت اگزکیوشنر و شرکت در توری به گروه آبیچوآری در فلوریدا ملحق شده‌است. در ۲۰ ژوئیه ۲۰۰۷ گیتاریست جک اوون اعلام کرد که "در وقفه" دیساید را برای شرکت در تور گروه ایستواری که با سبک دث/ ترش در اوهایو فعال بود، ترک می‌کند. گروه در تور بالکان، با نام "بالکان ترور تور" در اکتبر ۲۰۰۷ در کنار کراسایون، اینکنتنیشن و ایناکتیو مسیح شرکت کرد.
در نوامبر ۲۰۰۷ دیساید کار بر روی نهمین آلبوم استودیوئی خود را در استودیو موریس ساوند در فلوریدا شروع کرد. تحت عنوان تا مرگ با ما، این آلبوم از آلبوم بوی رستگاری که "وحشیانه ترین و پرخاشگرانه ترین آلبوم دیساید تا به امروز بود" با توجه به فشار نشریلت پیروی می‌کرد. درامر استیو آیشم ضبط آهنگ‌های درام و بنتون ضبط صدای خواننده را در ماه دسامبر شروع کردند. در آوریل ۲۰۰۸ دو آهنگ این آلبوم به صورت آنلاین توزیع شد. در نهایت در تاریخ ۲۸ آوریل ۲۰۰۸ آلبوم منتشر شد.
در تاریخ ۶ ژانویه ۲۰۰۹ دیساید در وبلاگ رسمی و صفحه مای اسپیس خود از امضا قرار داد با سنتری میدیا رکوردز و همچنین از بازگشت رالف سنتولا به گروه برای یک تور اروپایی خبر داد و از کار بر روی آلبوم جدید برای انتشار در تابستان ۲۰۱۰ نیز مطالبی را عنوان کرد.

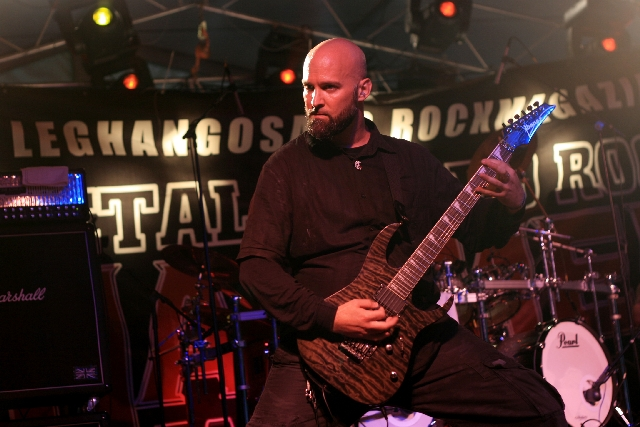
کوین گیوریون, ۲۰۱۰

گیتاریست کوین گیوریون در تابستان سال ۲۰۰۹ به دیساید پیوست.
در ماه ژوئن سال ۲۰۱۰، گلن بنتون آلبوم بعدی گروه با عنوان با خدا به دوزخ را معرفی کرد. این آلبوم توسط مارک لوئیس در استودیو آیدیوهامر در سانفورد فلوریدا ضبط و در نهایت در تاریخ ۱۵ فوریه ۲۰۱۱ منتشر شد.

## بحث
آلبوم‌ها و متن آهنگ‌های دیساید به علت بیان مطالب ضدمسیح و کفرآمیز همیشه مورد مناقشه بوده‌است. و همچنین انجام کارهای از قبیل ریختن اجزای بدن حیوانات در کنسرت‌های گروه، که باعث شد نام آن‌ها در لیست گروه‌های ضد مسحیت در مجلات قرار گیرد و فعالان حقوق حیوانات مبارزاتی را علیه گروه آغاز کنند، اما با این وجود عقاید گروه هیچگاه تغییر نکرد.

## اعضا

### کنونی
- گلن بنتون: آواز و بیس (۱۹۸۷ تاکنون)
- جک اوون: گیتار (۲۰۰۴ تاکنون)
- رالف سنتولا : گیتار (۲۰۰۵-۲۰۰۷ ، ۲۰۱۰ تاکنون)
- استیو آشیم: درامز، پرکاشن، گیتار (۱۹۸۷ تاکنون)

### سابق
- اریک هافمن: گیتار (۱۹۸۷ تا ۲۰۰۴)
- برایان هافمن: گیتار (۱۹۸۷ تا ۲۰۰۴)
- کوین گیوریون : گیتار (۲۰۰۸-۲۰۱۰)

## آلبوم

### آلبوم‌های استودیوئی
| نام آلبوم                  | سال انتشار |
| ۱. Deicide                 | ۱۹۹۰       |
| ۲. Legion                  | ۱۹۹۲       |
| ۳. Once Upon the Cross     | ۱۹۹۵       |
| ۴. Serpents of the Light   | ۱۹۹۷       |
| ۵. Insineratehymn          | ۲۰۰۰       |
| ۶. In Torment in Hell      | ۲۰۰۱       |
| ۷. Scars of the Crucifix   | ۲۰۰۴       |
| ۸.The Stench of Redemption | ۲۰۰۶       |
| ۹.Till Death Do Us Part    | ۲۰۰۸       |
| ۱۰. To Hell With God       | ۲۰۱۱       |
| ۱۱. In the Minds of Evil   | ۲۰۱۳       |
| ۱۲. Overtures Of Blasphemy | ۲۰۱۷       |
| ۱۳. Banished By Sin        | ۲۰۲۴       |

### آلبوم‌های اجراء زنده
| نام آلبوم           | سال انتشار |
| ۱.When Satan Lives  | ۱۹۹۸       |
| ۲.Doomsday L.A Live | ۲۰۰۷       |

### آلبوم‌های ویدئویی
| نام آلبوم           | سال انتشار |
| ۱.When London Burns | ۲۰۰۶       |
| ۲.Doomsday L.A Live | ۲۰۰۷       |